# Hrdibořice
Hrdibořice (en allemand : Herdborschitz) est une commune du district de Prostějov, dans la région d'Olomouc, en Tchéquie. Sa population s'élevait à 215 habitants en 2023.

## Géographie
Hrdibořice se trouve à 9 km à l'est de Prostějov, à 14 km au sud d'Olomouc et à 211 km à l'est-sud-est de Prague.

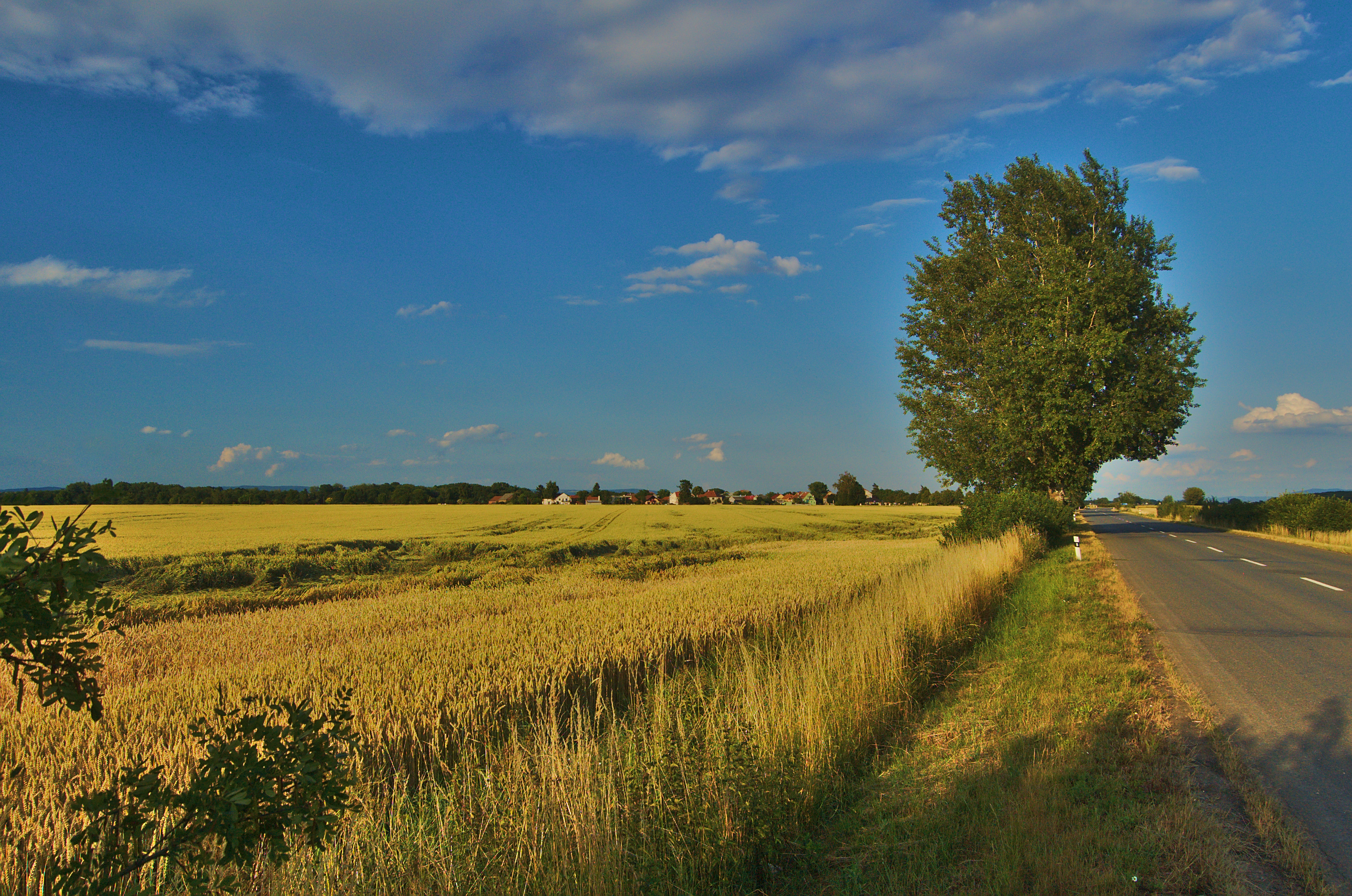
Vue générale de Hrdibořice.

La commune est limitée par Vrbátky au nord, par Dub nad Moravou à l'est, par Biskupice au sud, et par Kralice na Hané à l'ouest.

## Histoire
La première mention écrite de la localité date de 1254.

## Transports
Par la route, Hrdibořice se trouve à 9 km de Prostějov, à 17,5 km d'Olomouc et à 272 km de Prague.